# Ратушний Роман Тарасович
Рома́н Тара́сович Ра́тушний (5 липня 1997, Київ, Україна — 8 червня 2022, неподалік с. Сулигівка, Ізюмський район, Харківська область, Україна) — український громадський діяч, журналіст, військовик-доброволець. Учасник Євромайдану. Відомий боротьбою за збереження столичного урочища Протасів Яр та як учасник російсько-української війни.

## Життєпис
Роман Тарасович Ратушний народився 5 липня 1997 року в м. Києві в сім'ї Тараса Ратушного (активіст руху «Збережи старий Київ») та письменниці Світлани Поваляєвої.
У 2012 році вступив до Фінансово-правового коледжу, де здобув вищу юридичну освіту.

### Євромайдан
Наприкінці 2013 року Роман брав участь у Євромайдані, з іншими студентами постраждав від атаки «Беркуту» в ніч проти 30 листопада.
Після Євромайдану деякий час як журналіст працював над проєктом «Метро на Троєщину», писав про київських чиновників, енергетику, тендерні оборудки з дизельним паливом на Укрзалізниці.
У грудні 2014 року брав активну участь у протестах за кадрові зміни в Міністерстві внутрішніх справ України та пришвидшення розслідувань злочинів, скоєних у 2013—2014 роках на Євромайдані та в Одесі.[неякісне джерело]
У 2015 році створив карту інтернаціональних зв'язків російської та української мафій, засновану на публічних статтях, записах та посиланнях, де налічувалось близько однієї тисячі осіб, причетних до злочинної діяльності.[джерело?]
Підтримував розслідування злочинної діяльності та злочинів, скоєних російською мафією. Один із тих, хто повпливав на заснування Державного бюро розслідувань.[джерело?]

### Боротьба за Протасів Яр
У 2018 році очолив ініціативу «Захистимо Протасів Яр», а у 2019 році — однойменну громадську організацію. Ініціатива націлена на збереження зеленої зони у Протасовому Яру в центрі Києва та недопущення забудови, яку має намір здійснити ТОВ «Дайтона Груп». Інтереси Романа Ратушного та ГО «Захистимо Протасів Яр» у судових процесах представляла адвокатка Євгенія Закревська
Конфлікт між місцевими мешканцями та забудовником загострився на початку травня 2019 року, коли забудовник звів паркан і оголосив місцевій громаді про плани будувати на схилі три 40-поверхівки.
У жовтні 2019 року Роман Ратушний заявив про погрози йому фізичною розправою і опублікував записи відповідних діалогів із заступником голови Офісу Президента Андрієм Смирновим, а згодом також Геннадієм Корбаном. З цього приводу Ратушний звертався до президента України Зеленського, а також тодішнього генерального прокурора Руслана Рябошапки, проте кримінальне провадження не відкрили. Погрози активісту так і не розслідували. Деякий час він через них переховувався, оскільки побоювався за своє життя.
Згодом Державна архітектурно-будівельна інспекція видала припис, що заборонив підприємству продовжувати будівництво в зеленій зоні, а 27 червня 2020 року Київська міська рада повернула земельній ділянці площею 3,15 га у Протасовому Яру статус зелених насаджень.
У листопаді 2020-го «Дайтона Груп» подала до суду з вимогою скасувати рішення міської влади про повернення Протасовому Яру статусу зеленої зони, що не підлягає забудові, а її дії визнати протиправними. У квітні 2021 року Окружний адмінсуд Києва задовольнив цей позов, але у вересні апеляційний суд скасував це рішення та ухвалив нове: відмовити в задоволенні адміністративного позову.
25 вересня 2020 року Окружний адміністративний суд визнав протиправним та скасував дозвіл на будівництво у Протасовому Яру житлово-офісно-торговельного комплексу з готелем та паркінгом, що видали компаніям «Дайтона груп» та «Індбуд». 4 січня 2022 року Касаційний адміністративний суд визнав законним рішення Київської міської ради про заборону будівництва в парку «Протасів Яр», поставивши на цьому крапку у цій справі.

Після того, як Геннадій Корбан програв усі суди в спробі забудувати Протасів Яр, він позивався до на той момент уже покійного активіста Романа Ратушного і ініціативи «Захистимо Протасів Яр» з вимогою видалити з їхніх сторінок у соцмережах майже всі згадки про себе, зокрема погрози. Адвокати громадської ініціативи не дали викинути зі справи Романа Ратушного після його загибелі. Замість активіста в справу вступили його батьки. 
«Верховний Суд підтвердив, що в таких справах правонаступництво допускається. Тому позиція Роми звучала сьогодні в суді через його адвоката, який тепер адвокат його батьків», — зазначили в ГІ «Захистимо Протасів Яр». 
23 березня 2023 року Київський апеляційний суд ухвалив рішення на користь загиблого активіста Романа Ратушного та київської громади у справі проти бізнесмена Геннадія Корбана, причетного до ТОВ «Дайтона Груп», який хотів забудувати Протасів Яр.
Станом на липень 2023 р. суди за безперешкодний доступ до території Протасового Яру досі тривають.

### Політична та громадська діяльність
Під час місцевих виборів 2020 року балотувався до Київської міської ради IX скликання від партії «УДАР Віталія Кличка», при цьому не бувши членом партії.
Роман був учасником акцій на підтримку ув'язненого одеського активіста Сергія Стерненка. Після чергової акції до дня народження Сергія 20 березня 2021 року Ратушного відправили під цілодобовий домашній арешт за рішенням Печерського районного суду від 29 березня. Його підозрювали в хуліганстві. Доказом прокуратури став знімок, на якому Ратушного нібито упізнали свідки. Фото являє собою чорний фон і білі крапки на ньому. У соціальних мережах справу уже охрестили «Справою Казимира Малевича» з відсиланням до найвідомішої картини художника «Чорний квадрат».

### Російське вторгнення 2022 року
Після початку вторгнення РФ в Україну Ратушний став добровольцем до складу Сил оборони України, створив підрозділ «Протасового Яру». Він спершу захищав Київ, згодом діяв на Сумщині, брав участь у деокупації населених пунктів області.
Із початку квітня Ратушний воював у Харківській області, зокрема в Ізюмському районі, у розвідувальному взводі 2-го мотопіхотного батальйону 93-ї окремої механізованої бригади ЗСУ «Холодний Яр».

Могила Романа Ратушного, Байкове кладовище, Київ

Загинув в бою під Ізюмом 8 червня 2022 року, потрапивши у ворожу засідку. Батько Романа згодом повідомив, що Роман загинув біля села Сулигівка.
Заупокійна служба відбулась 18 червня у Михайлівському соборі, після цього — прощання на Майдані Незалежності (під тріумфальною колоною Монумента Незалежності). Похований на Байковому кладовищі (ділянка № 27а, 50°25′9.03″ пн. ш. 30°30′12.32″ сх. д. / 50.4191750° пн. ш. 30.5034222° сх. д.).

### Заповіт
Роман заповів зі своїх бойових підтримати капелу бандуристів, Будинок-музей Шевченка, «Історичну правду» і «Новинарню». «Історична правда» і «Новинарня» отримали по 100 тис. гривень.

## Родина
Батько — Тарас Ратушний, активіст руху «Збережи старий Київ»;
Мати — Світлана Поваляєва, письменниця;
Брат — Василь Ратушний, військовослужбовець, оператор дрона в 414 ОБрУБАС (загинув 27 лютого 2025 року).

## Нагороди
- орден «За мужність» III ступеня (2022, посмертно) — за особисту мужність і самовіддані дії, виявлені у захисті державного суверенітету та територіальної цілісності України, вірність військовій присязі[36].

## Вшанування пам'яті
Загибелі Романа Ратушного присвятили окремі дописи журнал The Economist, газета Financial Times, газета The Guardian, газета The Daily Telegraph, найпопулярніша газета Великої Британії The Daily Mail, найпопулярніша газета Європи Bild і найбільша англомовна газета світу The Times of India.
Видання «Новинарня» оголосило про створення «преміального фонду імені Романа Ратушного» для підвищених гонорарів за репортажі про тих, хто бере участь у російсько-українській війні на боці України. Фонд створено з коштів, переказаних матір'ю Романа Світланою Поваляєвою, що надійшли до неї від благодійників як реакція на його загибель.
17 червня 2022 року була зареєстрована електронна петиція про надання Романові Ратушному звання Героя України посмертно, а 1 серпня набрала необхідних 25 тисяч голосів.
4 липня 2022 року президент Єврокомісії Урсула фон дер Ляєн у своїй промові на конференції з відбудови України у швейцарському Лугано згадала загиблого на війні Романа Ратушного як київського активіста, представника нового покоління українців, борця за демократичну, європейську, зелену Україну.
8 липня 2022 ЗМІ повідомили, що на честь Ратушного в Інституті права КНУ ім. Шевченка заснували стипендіальну програму для громадських активістів, які здобувають юридичну освіту. Стипендія фінансується коштом міжнародних та українських правничих фірм.
14 липня 2022 року Київська міська рада підтримала рішення про створення ландшафтного заказника на території Протасового Яру. Заказник буде створений на обох схилах яру. Створення заказника, за словами мера Києва Віталія Кличка, — це вшанування пам'яті Романа і свідчення того, що його справа була не марною.
На початку вересня 2022 року сформовано взвод спеціального призначення, названий на честь позивного Романа — «Сенека».
27 травня 2023 року в Києві розпочався фестиваль «Протасів Яр» пам'яті Романа Ратушного. Що дві суботи до вересня тут відбуватимуться лекції, гутірки, заходи, які популяризуватимуть правозахисні ініціативи, українську історію, сучасне і традиційне мистецтво та берегтимуть пам'ять про Романа Ратушного.
23 листопада 2023 року, рішенням Київської міської ради, ландшафтному заказнику місцевого значення «Протасів Яр» присвоєно ім'я українського захисника й активіста Романа Ратушного.
13 грудня 2023 року, в пам'ять про Романа Ратушного в Шевченківському районі м. Києва містяни висадили 12-річний дуб, проте в ніч проти 15 грудня його зрізали невідомі. За повідомленням пресофіцера Шевченківського районного управління поліції міста Києва, за вказаним фактом відкрито провадження за ч. 4 ст. 185 КК України (Крадіжка).

### Вулиці
У столиці на честь Романа Ратушного перейменували колишню вулицю Волгоградську, що у Солом'янському районі. Цю пропозицію подав письменник Євген Лір.
У місті Мені на Чернігівщині вулицю Ватутіна перейменували на вулицю Романа Ратушного.

## Цитати
| Просто запам'ятайте: чим більше росіян ми вб'ємо зараз — тим менше росіян доведеться вбивати нашим дітям. Ця війна триває більше трьох сотень років. Коли ми її програємо, ми стаємо гарматним м'ясом для росіян. Коли ми її виграємо — ми отримуємо час на відпочинок до наступної фази цієї війни. Якщо ви приймете цей факт, вам не потрібні будуть «рожеві окуляри» від Арестовича чи ваших улюблених аналітиків, які точно знають, коли помре черговий російський цар чи коли в русні закінчаться ресурси. |
| — Роман Ратушний, 20 травня 2022 |